# دويتش (ميانة)
دويتش هي قرية في مقاطعة ميانة، إيران. عدد سكان هذه القرية هو 88 في سنة 2006.